# Mr. Monk’s Last Case: A Monk Movie
Mr. Monk’s Last Case: A Monk Movie, auch Mr. Monks letzter Fall, ist ein Fernsehfilm nach einer Idee von Andy Breckman, der durch den Streaminganbieter Peacock in Auftrag gegeben wurde. Es handelt sich dabei um die Fortsetzung zur Fernsehserie Monk (2002–2009), wobei Tony Shalhoub wieder die Rolle des Adrian Monk verkörpert. Neben ihm kehrten auch ein Großteil der anderen Hauptdarsteller zurück. Die Veröffentlichung erfolgte am 8. Dezember 2023 auf Peacock, in Deutschland ist der Film seit dem 2. Februar 2024 auf MagentaTV abrufbar.

## Handlung
Nach den Ereignissen des Serienfinales führt der in San Francisco lebende brillante Detektiv Adrian Monk sein Leben fort und geht weiterhin zu Dr. Bell, der eigentlich bereits in Rente gegangen ist. Er überlegt mittlerweile, Suizid zu begehen und redet vermehrt mit dem Geist seiner verstorbenen Frau Trudy.
Monks Stieftochter Molly will den Journalisten Griffin heiraten. Dieser verunglückt jedoch bei einem Bungee-Jumping-Unfall tödlich - kurz nachdem er sich mit dem Hightech-Milliardär Rick Eden angelegt hatte. Molly bittet Monk darum, das Verbrechen aufzuklären, da sie nicht glauben will, dass es ein Unfall war. Etwas widerwillig verschafft sich Monk einen Überblick und findet bald heraus, dass etwas nicht stimmt. Zusammen mit Natalie und Randy geht er dem Ganzen auf den Grund. 
Da Ex-Captain Stottlemeyer bei dem potenziellen Täter als Sicherheitschef arbeitet, arrangiert dieser ein Treffen des Trios mit seinem Arbeitgeber. Monk merkt, dass tatsächlich kein Unfall vorgelegen hat. Nach einem Bombenanschlag auf ein Tierheim schleicht er sich auf einer Party in Edens Haus und durchsucht dessen Laptop. Dabei wird er erwischt und vermeintlich getötet. Nach seiner Rückkehr trifft er auf Zwillinge, die als Bestatter tätig sind und kann denn Fall lösen.

## Produktion

### Hintergrund
Die Idee zu einer Fortsetzung entstand bereits kurz nach Ausstrahlung der letzten Episode der Serie im Jahr 2009. Im März 2023 wurde schließlich grünes Licht gegeben, wobei Andy Breckman für das Drehbuch verantwortlich zeichnete und Randy Zisk die Regie übernahm. Die Musik komponierte wie für die Serie Jeff Beal, für die Kameraarbeit und den Schnitt zeichneten jeweils Giorgio Scali und Elliott Eisman verantwortlich.

### Besetzung

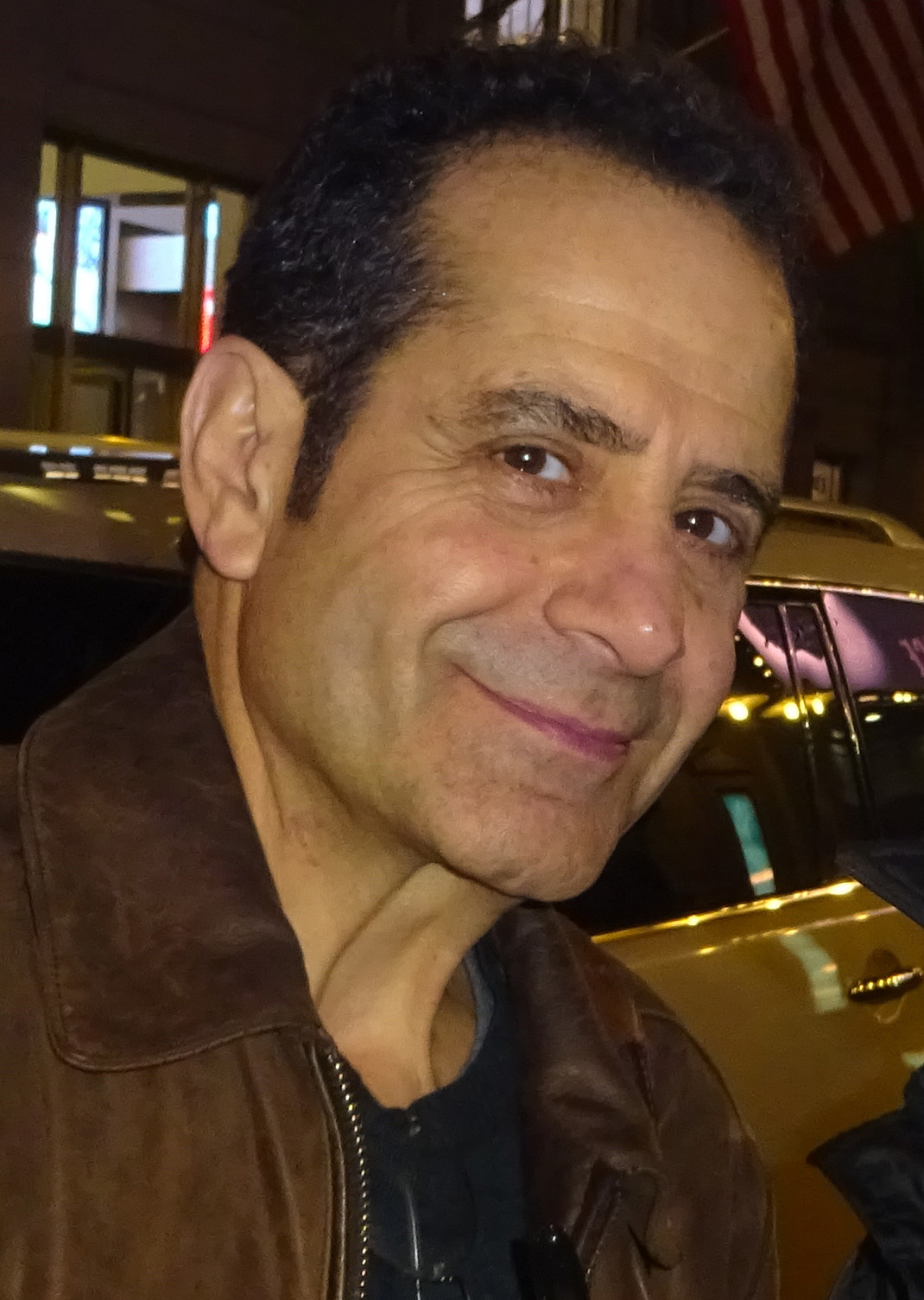
Tony Shalhoub (2017)
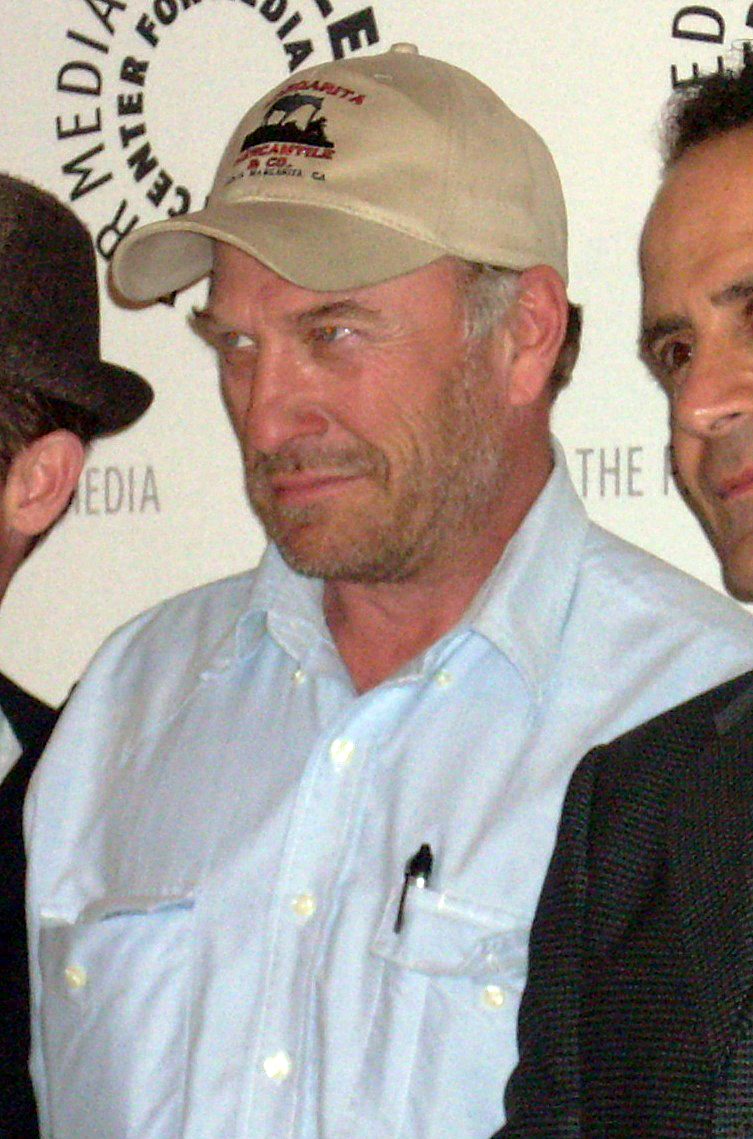
Ted Levine (2008)
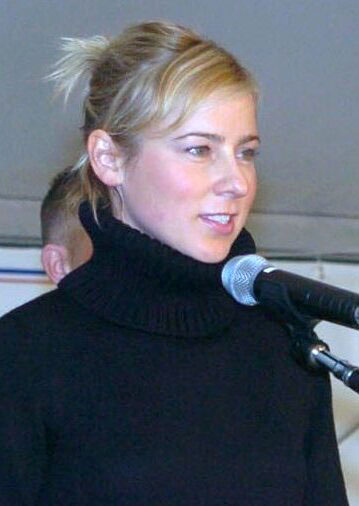
Traylor Howard (2005)
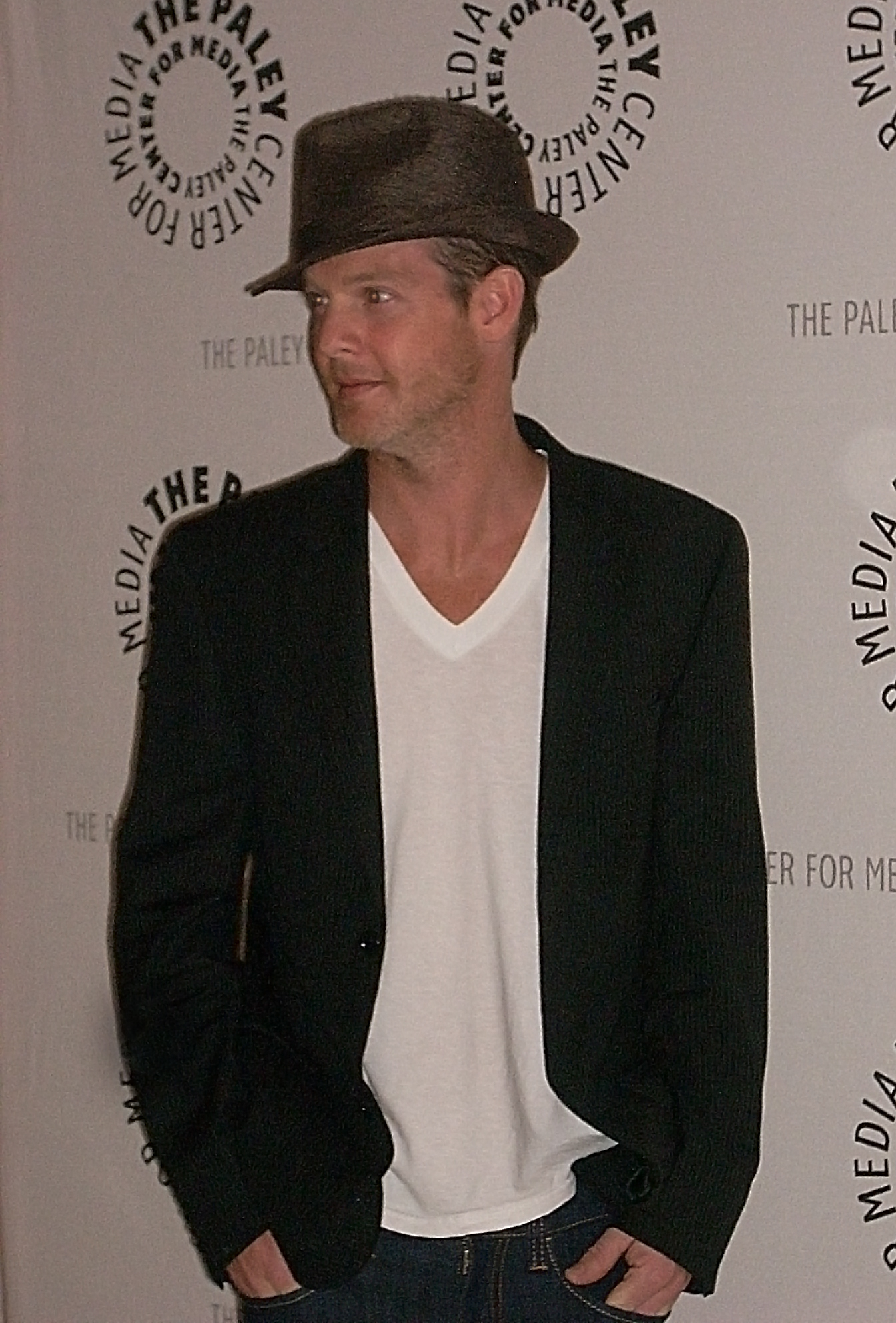
Jason Gray-Stanford (2008)
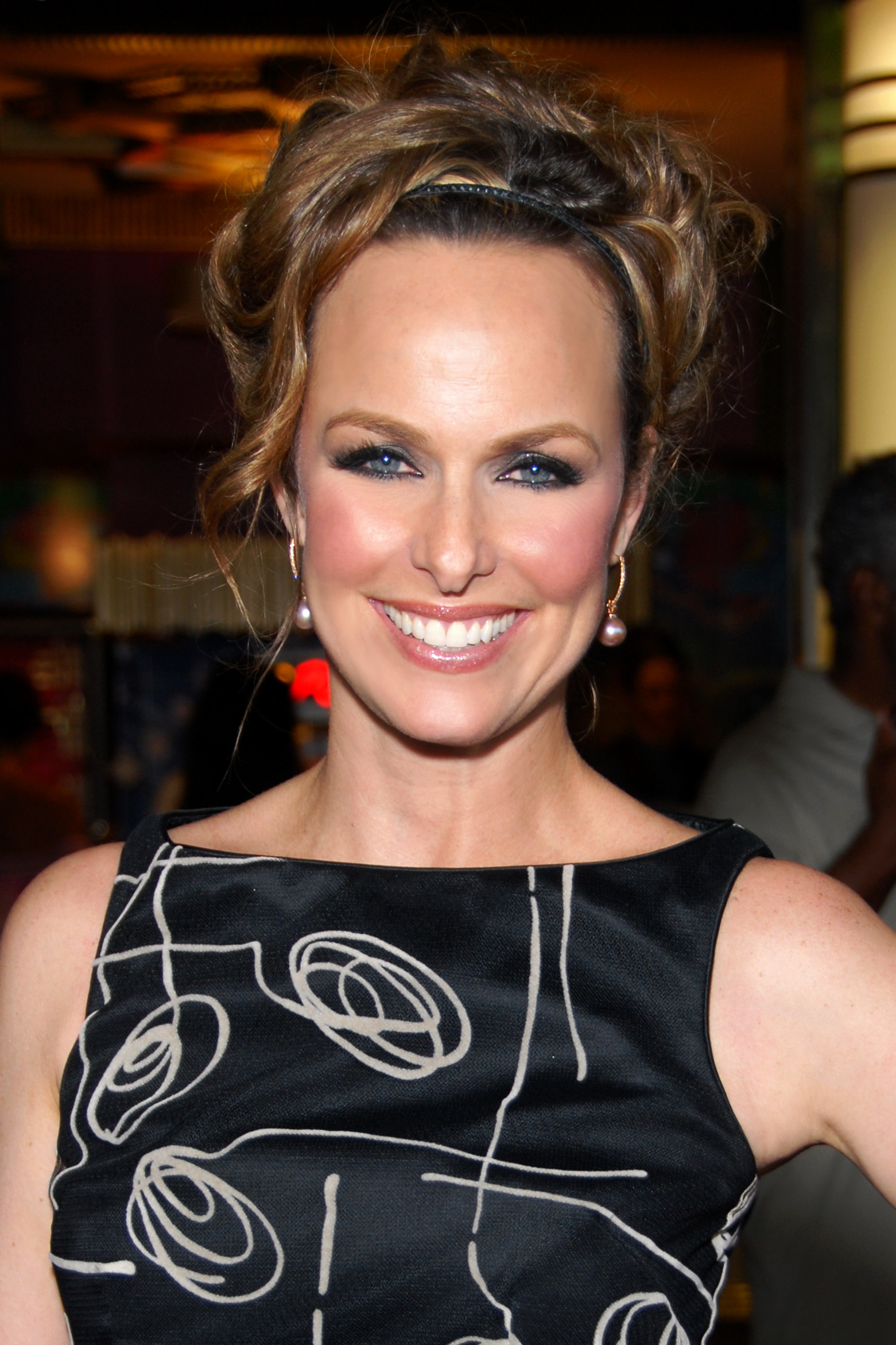
Melora Hardin (2009)
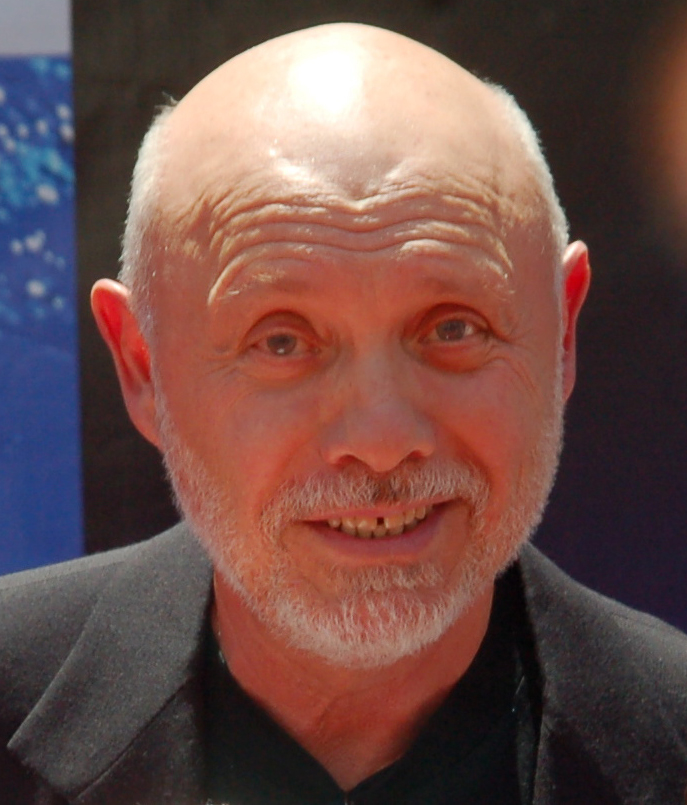
Hector Elizondo (2009)
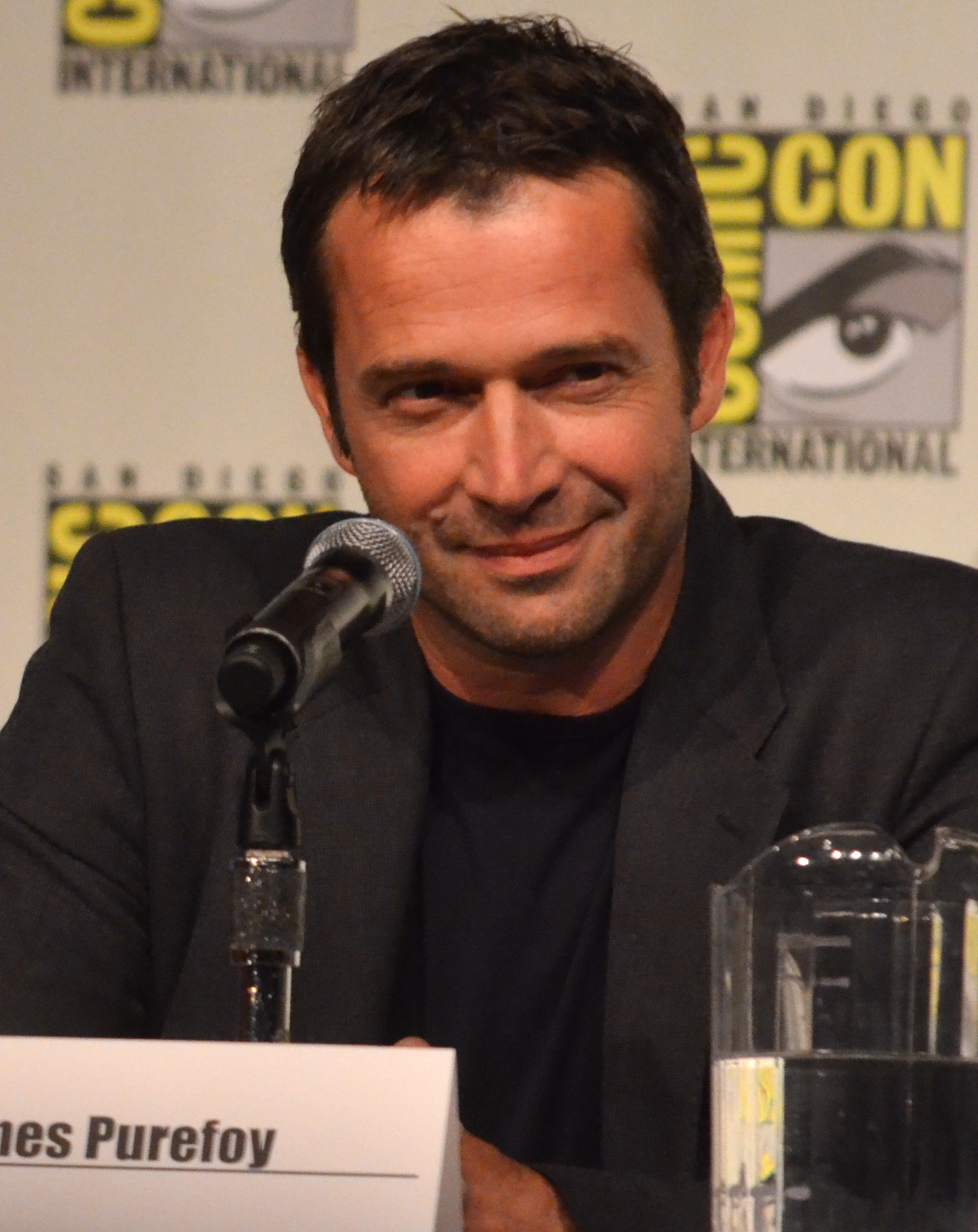
James Purefoy (2012)
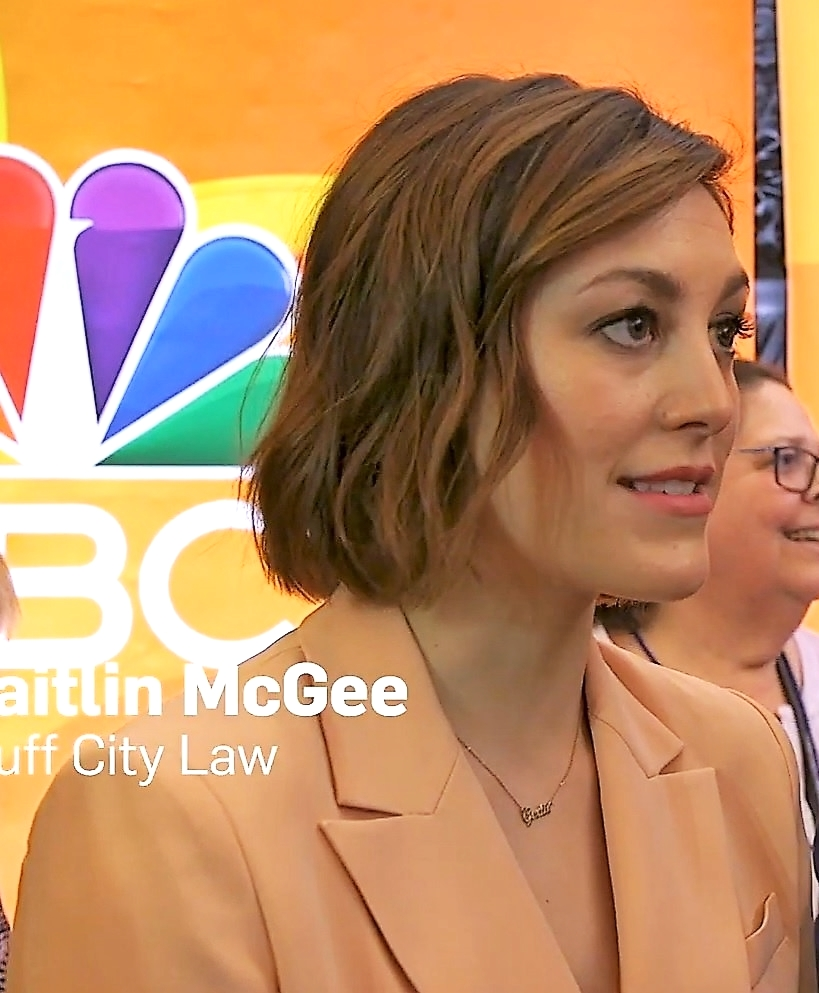
Caitlin McGee (2019)
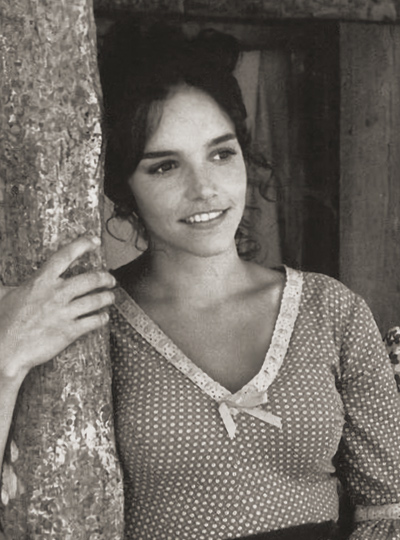
Brooke Adams (1972)
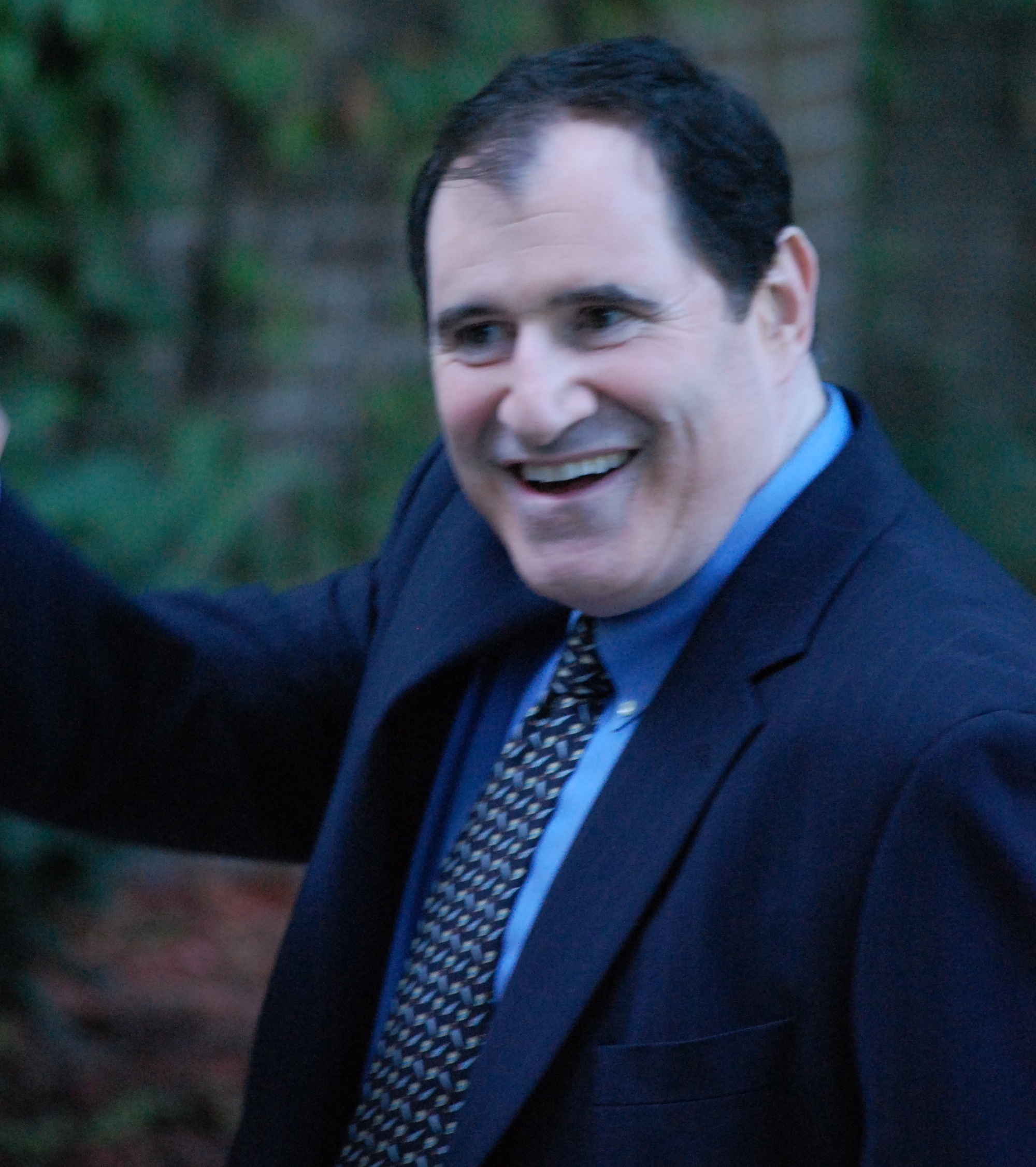
Richard Kind (2009)

Neben Tony Shalhoub als Adrian Monk sind ebenfalls Ted Levine als Leland Stottlemeyer, Traylor Howard als Natalie Teeger-Albright und Jason Gray-Stanford als Randy Disher mit von der Partie.
Diese übernehmen ihre Rollen ein zweites Mal außerhalb der Serie, nachdem sie diese schon 2020 im siebenminütigen Kurzfilm Mr. Monk Shelters in Place erneut gespielt hatten. Dieser gab einen Einblick in das Leben der Hauptfigur während der COVID-19-Pandemie.
Für den Film wurde überdies die Rückkehr von Melora Hardin als Monks Ehefrau Trudy Monk und Hector Elizondo als Therapeut Dr. Neven Bell bestätigt; letzterer ersetzte in den letzten beiden Staffeln der Serie Stanley Kamel. Bitty Schram, die Monks erste Assistentin Sharona Fleming spielte, kehrte für den Film nicht zurück, ist aber in einem Rückblick auf die allererste Monk-Folge zu sehen. 
Als Neuzugänge wurden im Oktober 2023 Caitlin McGee und James Purefoy bekanntgegeben; erste spielt Monks Stieftochter Molly Evans, zweiter den Milliardär Rick Eden. Weitere Nebendarsteller umfassen Austin Scott als Griffin Briggs, Emma Ishta als Gayle, Paulino Nunes als Lucas Kubrik, Raven Dauda als Captain Lisa Rudner und Richard Kind als Zwillinge, die als Bestattungsunternehmer tätig sind. Zudem ist Shalhoubs Ehefrau Brooke Adams wie schon zuvor in der Serie mehrfach erneut in einer Gastrolle zu sehen; hier in der Rolle der Beth.

### Dreharbeiten und Veröffentlichung
Laut Hauptdarsteller Shalhoub begannen die Dreharbeiten Anfang Mai 2023 in Ontario. Die Veröffentlichung erfolgte durch den Streaminganbieter Peacock am 8. Dezember 2023 sowie auf Blu-ray durch Kino Lorber ab dem 31. Dezember 2024.
In Deutschland geschah dies durch MagentaTV am 2. Februar 2024. Plaion Pictures sicherte sich die deutschen Rechte und legte den Film der FSK zur Prüfung vor. Diese erteilte die Freigabe ab 12 Jahren. Am 13. Februar 2025 erschien das Werk ungekürzt auf DVD, Blu-ray sowie 4K-UHD jeweils in Amarays.

## Synchronisation
Die deutschsprachige Synchronfassung entstand nach einem Dialogbuch und unter der Dialogregie von Christian Gundlach bei FFS Film- & Fernseh-Synchron in Berlin. Sämtliche Sprecher der Hauptfiguren aus der Serie wurden abermals für ihre jeweiligen Rollen verpflichtet, einschließlich Heide Domanowski, welche Archivmaterial von Bitty Schram neu einsprach. Zudem übernahm Marie Bierstedt wieder ihre Rolle aus dem Serienfinale, Brooke Adams wurde hingegen von Ilona Schulz anstelle von Karin Buchholz synchronisiert.
Ebenso kehrte Bodo Wolf für die Vertonung der Titelrolle aus dem Ruhestand zurück. Neben seiner Arbeit an Saw X war dies seine letzte Synchronrolle, da er im November 2023 starb.
| Rolle                  | Schauspieler        | Synchronsprecher  |
| ---------------------- | ------------------- | ----------------- |
| Adrian Monk            | Tony Shalhoub       | Bodo Wolf         |
| Leland Stottlemeyer    | Ted Levine          | Helmut Gauß       |
| Natalie Teeger         | Traylor Howard      | Bianca Krahl      |
| Randy Disher           | Jason Gray-Stanford | Klaus-Peter Grap  |
| Trudy Monk             | Melora Hardin       | Sabine Arnhold    |
| Dr. Neven Bell         | Hector Elizondo     | Reinhard Kuhnert  |
| Rick Eden              | James Purefoy       | Torsten Michaelis |
| Molly Evans            | Caitlin McGee       | Marie Bierstedt   |
| Griffin Briggs         | Austin Scott        | Daniel Kröhnert   |
| Gayle                  | Emma Ishta          | Leni Leßmann      |
| Lucas Kubrik           | Paulino Nunes       | Dirc Simpson      |
| Captain Lisa Rudner    | Raven Dauda         | Annabelle Mandeng |
| Beth                   | Brooke Adams        | Ilona Schulz      |
| Bestattungsunternehmer | Richard Kind        | Michael Pan       |
| Sharona Fleming        | Bitty Schram        | Heide Domanowski  |

## Rezeption

### Kritiken
Auf Rotten Tomatoes erreichte der Film bei 22 verzeichneten Kritiken 95 % Zustimmung mit einer durchschnittlichen Bewertung von 7,1 von 10 möglichen Punkten.
Bei Metacritic erhielt der Film, basierend auf 6 Kritiken, einen Metascore von 65 von 100 möglichen Punkten.

### Auszeichnungen
Critics’ Choice Television Awards 2024
- Nominierung als Bester Fernsehfilm
- Nominierung für den Besten Hauptdarsteller (Tony Shalhoub)

Golden Reel Awards
- Nominierung in der Kategorie Outstanding Achievement in Sound Editing – Non-Theatrical Feature (Brent Findley, Dan Kremer, Dan Douglass und Brian Staub)

Producers Guild of America Awards 2024
- Nominierung in der Kategorie Outstanding Producer of Streamed or Televised Motion Pictures

Screen Actors Guild Awards 2024
- Nominierung als Bester Darsteller in einem Fernsehfilm oder Miniserie (Tony Shalhoub)